# Ourse
Die Ourse ist ein Fluss in Frankreich, der im Département Hautes-Pyrénées in der Region Okzitanien verläuft. Sie entspringt zunächst unter dem Namen Ruisseau de Seuès, östlich des Mont Né (2147 m), im Gemeindegebiet von Ferrère und entwässert generell in nordöstlicher Richtung durch die Talschaft Barousse. Nach Passieren des Ortes Ferrère nennt sich der Fluss dann Ourse de Ferrère und nimmt bei Mauléon-Barousse den von rechts kommenden Schwesternfluss Ourse de Sost auf. Ab hier trägt sie den definitiven Namen Ourse und mündet nach insgesamt rund 25 Kilometern im Gemeindegebiet von Loures-Barousse als linker Nebenfluss in die Garonne.

## Orte am Fluss
(Reihenfolge in Fließrichtung)
- Ferrère
- Mauléon-Barousse
- Troubat
- Bramevaque
- Gembrie
- Créchets
- Izaourt